# یس ۷۷۰۷
سیارک ۷۷۰۷ (به انگلیسی: 7707 Yes، نامگذاری:1993HM1) هفت هزار و هفتصد و هفتمین سیارک کشف شده‌است که در ۱۷ آوریل ۱۹۹۳ کشف شد.
قدر مطلق سیارک برابر ۲۵.۷ است.